# Piaski (powiat włoszczowski)
Piaski – nieistniejąca osada leśna w Polsce, w województwie świętokrzyskim, w powiecie włoszczowskim, w gminie Krasocin. Miejscowość została zniesiona z dniem 1 stycznia 2015.